# Microdytes lotteae
Microdytes lotteae är en skalbaggsart som beskrevs av Wewalka 1998. Microdytes lotteae ingår i släktet Microdytes och familjen dykare. Inga underarter finns listade i Catalogue of Life.